# Версин-Ланчнер, Инге
Инге Версин-Ланчнер (нем. Inge Wersin-Lantschner; 26 января 1905, Инсбрук — 16 июня 1997, Инсбрук) — австрийская горнолыжница, выступавшая за сборную Австрии по горнолыжному спорту в начале 1930-х годов. Трёхкратная чемпионка мира, двукратная чемпионка Австрии, победительница и призёрка многих соревнований национального и международного уровня.

## Биография
Инге Ланчнер родилась 26 января 1905 года в Инсбруке, Тироль. Представительница знатной горнолыжной семьи, её сестра Хади, а также братья Отто, Густав и Герхард тоже добились больших успехов в горнолыжном спорте.
Поскольку в то время устраивалось мало женских гонок, Инге часто выступала с мужчинами, показывая при этом достаточно высокие результаты. Помимо горнолыжного спорта серьёзно занималась плаванием и альпинизмом. По спортивной специальности окончила Венский университет, затем работала спортивным инструктором в Грацском университете.
В 1928 и 1929 годах становилась чемпионкой Австрии в скоростном спуске.
В 1930 году успешно выступила на соревнованиях «Арльберг-Кандагар» в Санкт-Антоне, где была лучшей во всех трёх женских дисциплинах: слаломе, скоростном спуске и комбинации.
Зимой 1931 года одержала победу во всех трёх дисциплинах на соревнованиях в Шнеберге, выиграла скоростной спуск в Шладминге. Попав в основной состав австрийской национальной сборной, удостоилась права защищать честь страны на впервые проводившемся чемпионате мира по горнолыжному спорту в Мюррене — стала здесь серебряной призёркой в зачёте слалома, уступив только британке Эсме Маккиннон, тогда как в скоростном спуске финишировала восьмой.
В 1932 году вышла замуж за нотариуса и начиная с этого времени выступала под двойной фамилией Версин-Ланчнер. На мировом первенстве в Кортина-д’Ампеццо выиграла серебряные медали в скоростном спуске и комбинации, в то время как в слаломе стала шестой.
Наивысшего успеха как спортсменка добилась в сезоне 1933 года, когда на домашнем чемпионате мира в Инсбруке с большим преимуществом обошла соперниц во всех трёх дисциплинах — таким образом стала первой в истории горнолыжницей, сумевшей выиграть на одном мировом первенстве одновременно слалом, скоростной спуск и комбинацию.
Впоследствии стала больше времени уделять семье и резко сократила соревновательную практику, а после рождения первого ребёнка окончательно завершила карьеру спортсменки.
Умерла 16 июня 1997 года в Инсбруке в возрасте 92 лет.